# Tomaspis entreriana
Tomaspis entreriana är en insektsart som beskrevs av Berg 1879. Tomaspis entreriana ingår i släktet Tomaspis och familjen spottstritar. Inga underarter finns listade i Catalogue of Life.